# François Désiré Roulin
François Désiré Roulin (Rennes, 1º agosto 1796 – Parigi, 5 giugno 1874) è stato un naturalista, medico e illustratore francese.

## Biografia
Espulso nel 1815 dall'École polytechnique per essere stato un bonapartista ed antimonarchico, Roulin intraprese allora gli studi di medicina.
Nel 1818 sposò Manette Blin, figlia di Joseph Blin, già membro del Consiglio dei Cinquecento.
Chiamato dal Governo della Colombia per porre le basi dell'insegnamento delle scienze naturali nel paese, tra il 1821 e il 1828 esplorò la parte equatoriale dell'America meridionale, approfittando di spedizioni organizzate dai governi per compiere anche osservazioni della flora e della fauna locali, realizzando anche dei disegni che, al suo ritorno in patria, verranno utilizzati da Georges Cuvier per il suo Règne animal. Un ritratto da lui eseguito di Simón Bolívar verrà inoltre utilizzato come base per la realizzazione di una statua.
La spedizione più importante a cui partecipò fu quella organizzata nel 1824 dal Governo colombiano per risalire il corso del Rio Meta, un affluente dell'Orinoco, alla quale venne aggregato come medico.
Altre spedizioni a cui prese parte successivamente lo portarono a esplorare, oltre alla Colombia, il Venezuela, il Perù e l'Ecuador.
Tornato in Francia nel 1829, venne nominato prima vice-bibliotecario e poi bibliotecario dell'Institut de France, ma diviene molto noto soprattutto per le opere scientifiche pubblicate grazie alle sue osservazioni. Pubblicò inoltre numerosi articoli su diverse riviste e venne eletto membro associato dell'Accademia delle scienze nel 1865.